# 贴片机

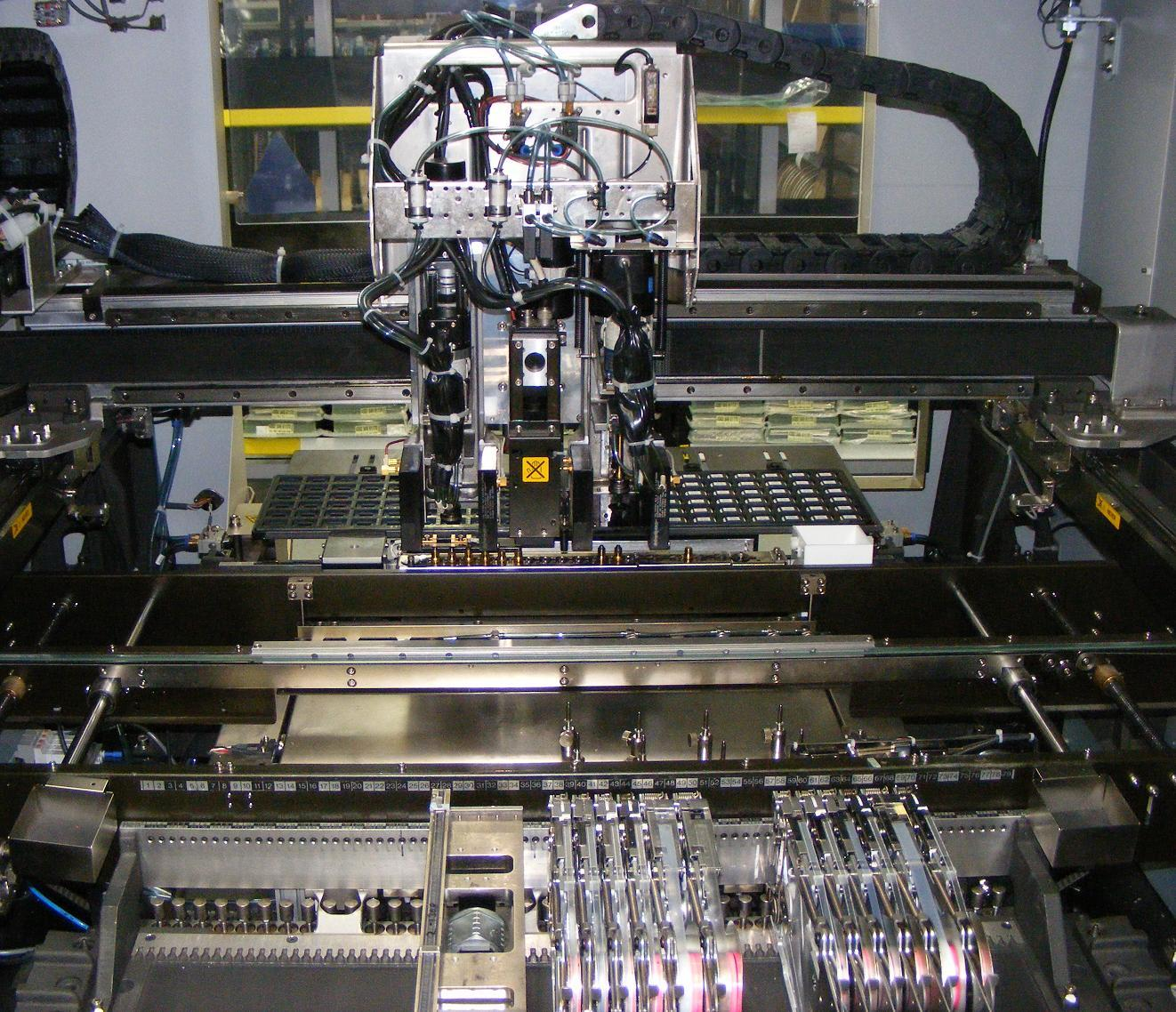
贴片机

贴片机是一种用來将SMT貼片元件精准装配至印制电路板上的自动化设备。这类设备能够高速、高精度地贴装各类电子元件（如电容器、電阻器及集成电路等），这些印制电路板后续将用于电子计算机等领域。